# Château historique
Pour plus de détails, voir Fiche technique et Distribution.
Château historique est un film français réalisé par Henri Desfontaines et sorti en 1924.

## Fiche technique
- Réalisation : Henri Desfontaines
- Scénario : Henri Desfontaines d'après la pièce d'Alexandre Bisson et Julien Berr de Turique[1]
- Production : Société des Etablissements L. Gaumont[2]
- Pays :  France
- Format : Noir et blanc – Muet
- Date de sortie : 
  - France - 11 janvier 1924

## Distribution
- Émile Drain : Gaston Baudouin
- Charles Dechamps : Le romancier Paul Coudray
- Eva Raynal : Madame Baudouin
- Pauline Carton : Tante Chloë
- Colette Darfeuil : Geneviève
- Jacques Vandenne : Jacques Baudouin
- Henri Kerny : Claude Barrois

## Autour du film
- Un remake sera réalisé en 1950 par Gilles Grangier sous le titre : « Les femmes sont folles »